# Dieta de bajo índice glucémico
Se trata de una dieta basada en la ingestión de alimentos con bajo Índice glucémico. En esta dieta no se tiene en cuenta tanto el contenido energético (calorías), sino el aporte de alimentos en función del tipo de glúcidos que contienen.

## Fundamento científico
Se ha observado que los niveles plasmáticos de insulina varían en la fase posprandial según el índice glucémico asociado a los alimentos consumidos. No obstante, hay que señalar que el índice glucémico de un alimento no depende sólo de la cantidad y tipo de glúcido contenido en el alimento, sino también de la presencia de otras sustancias (grasa, proteína y fibra dietética). 
El principal objetivo de esta dieta es evitar las elevaciones bruscas del nivel de insulina en la sangre y procurar mantenerlo lo más estable posible.
De esta forma evitaremos el proceso de formación de grasas (lipogénesis) inducido por un exceso de secreción de insulina.

## Dieta hipoglucémica
Se han publicado tablas con los valores del índice glucémico para diversos alimentos, las cuales pueden servir de referencia para elaborar dietas basadas en alimentos de bajo índice glucémico.
Pero dada la complejidad de este método, se puede proponer como regla reducir:
- el consumo de alimentos con azúcar añadido, como pueden ser los refrescos (bebidas carbonatadas, bebidas a base de cola, etc.), zumos azucarados, salsas comerciales (de tomate, etc).
- la ingestión de alimentos elaborados con harinas refinadas.
- la presencia de alimentos a base de féculas añadidas o el consumo de patatas.
- el consumo de alimentos muy procesados, siendo preferibles los alimentos con un tratamiento tecnológico mínimo.

## Comentarios finales
Un aspecto que hay que tener en cuenta con respecto a las dietas con un IG bajo es que no son dietas cetogénicas. Por otra parte, como se ha indicado antes, diseñar dietas según el IG de los alimentos no siempre es la intervención terapéutica más efectiva en determinadas situaciones patológicas (especialmente en la diabetes). Aunque es posible que las dietas basadas en el consumo de alimentos de bajo índice glucémico tengan efectos beneficiosos para la salud (por ejemplo, para la pérdida de peso en situaciones de sobrepeso o de obesidad, y su mantenimiento a largo plazo, parecen más eficaces que las dietas cetogénicas), siempre es recomendable consultar a un experto en nutrición para asesorarse sobre este tipo de dietas.